# Фридрих IV (герцог Швабии)
Фридрих IV Ротенбургский (нем. Friedrich IV von Rothenburg; ок. 1144/1145 — 19 августа 1167, Рим), сын короля Германии Конрада III и Гертруды Зульцбахской.

## Биография
Фридрих был вторым сыном короля Германии Конрада III от второго брака. Его старший брат Генрих Беренгер в 1147 году был утверждён наследником отца, умер в 1150 году. А в 1152 году умер и король Конрад III.
В момент смерти отца Фридрих Ротенбургский был ещё мал. Хотя архиепископ Майнца Генрих I предложил кандидатуру Фридриха, но королём был выбран герцог Швабии Фридрих Барбаросса, племянник Конрада, которого тот рекомендовал в качестве наследника на смертном одре. В качестве компенсации Фридрих Барбаросса уступил своему двоюродному брату герцогство Швабия, а также графство Ротенбург, наследство Гертруды фон Гомбург, первой жены Конрада III, с со столицей в замке Ротенбург, поэтому Фридрих в большинстве источников назван «герцогом Ротенбурга» (dux de Rothenburg).
До наступления совершеннолетия опекуном Фридриха Ротенбургского был император Фридрих Барбаросса. В 1157 году в Вюрцбурге Фридрих Ротенбургский был посвящён в рыцари и с этого момента он активно участвовал в итальянских кампаниях императора.
В 1164 году Фридрих Ротенбургский вмешался на стороне пфальцграфа Тюбингена Гуго II в его конфликте с Вельфами. В результате пришлось вмешаться императору Фридриху, который в 1166 году на хофтаге в Ульме смог примирить стороны. Одним из итогов стала свадьба между Фридрихом Ротенбургским и Гертрудой, дочери герцога Саксонии и Баварии Генриха Льва.
В 1167 году Фридрих Ротенбургский отправился в составе императорской армии в Италию. Однако в августе в армии разразилась эпидемия малярии. Одним из заболевших оказался Фридрих, который умер 19 августа. Его тело похоронили в Эбрахском монастыре. Поскольку наследников Фридрих не оставил, император передал Швабию одному из своих сыновей, Фридриху. Вдова Фридриха Ротенбургского, Гертруда, в 1177 году была выдана замуж за короля Дании Кнуда VI.

## Брак
Жена: с 1166 года Гертруда Баварская (ок. 1154 — 1 июня 1197), дочь герцога Саксонии и Баварии Генриха Льва и Клеменции Церингенской. Детей от брака не было.